# Bolesław Hieronim Kłopotowski
Bolesław Hieronim Kłopotowski (Šarhorod, 13 marzo 1848 – San Pietroburgo, 11 febbraio 1903) è stato un arcivescovo cattolico polacco.

## Biografia
Si formò presso il seminario teologico di Žytomyr e poi all'Accademia Teologica di San Pietroburgo. Fu ordinato prete il 15 luglio 1872 a San Pietroburgo, dove si laureò in teologia il 20 giugno 1873.
Dal 1874 fu insegnante nel seminario di Žytomyr (latino, teologia morale e storia della Chiesa) e cappellano di un orfanotrofio e altre istituzioni benefiche della città; dopo la chiusura, nel 1876, del seminario di Žytomyr, nel 1877 fu nominato professore di diritto canonico e storia della Chiesa nell'Accademia Teologica di San Pietroburgo. Nel 1884 pubblicò un manuale in tre volumi di storia della Chiesa (Compendio Historiae ecclesiasticae).
Presso l'accademia di San Pietroburgo ricoprì anche le cariche di prefetto, bibliotecario, direttore spirituale e ispettore; succedette al vescovo Franciszek Albin Symon, deportato a Odessa, come rettore dell'accademia.
Nel 1897 fu eletto vescovo di Eleuteropoli in partibus e ausiliare di Luc'k e Žytomyr, ricevendo la consacrazione episcopale nella chiesa di Santa Caterina a San Pietroburgo; divenne vicario capitolare di Luc'k nel 1898. Dal 1899 fu vescovo residenziale di Luc'k e amministratore apostolico di Kam"janec'
Nel 1901 fu trasferito alla sede metropolitana di Mahilëŭ: promosse la formazione del clero e dei fedeli.

## Genealogia episcopale e successione apostolica
La genealogia episcopale è:
- Cardinale Scipione Rebiba
- Cardinale Giulio Antonio Santori
- Cardinale Girolamo Bernerio, O.P.
- Vescovo Claudio Rangoni
- Arcivescovo Wawrzyniec Gembicki
- Arcivescovo Jan Wężyk
- Vescovo Piotr Gembicki
- Vescovo Jan Gembicki
- Vescovo Bonawentura Madaliński
- Vescovo Jan Małachowski
- Arcivescovo Stanisław Szembek
- Vescovo Felicjan Konstanty Szaniawski
- Vescovo Andrzej Stanisław Załuski
- Arcivescovo Adam Ignacy Komorowski
- Arcivescovo Władysław Aleksander Łubieński
- Vescovo Andrzej Stanisław Młodziejowski
- Arcivescovo Kasper Kazimierz Cieciszowski
- Vescovo Franciszek Borgiasz Mackiewicz
- Vescovo Michał Piwnicki
- Arcivescovo Ignacy Ludwik Pawłowski
- Arcivescovo Kazimierz Roch Dmochowski
- Arcivescovo Wacław Żyliński
- Vescovo Aleksander Kazimierz Bereśniewicz
- Arcivescovo Szymon Marcin Kozłowski
- Vescovo Mečislovas Leonardas Paliulionis
- Arcivescovo Bolesław Hieronim Kłopotowski

La successione apostolica è:
- Arcivescovo Jerzy Józef Elizeusz Szembek (1901)
- Arcivescovo Eduard Baron von der Ropp (1902)